# A Törött Krisztus
A Törött Krisztus-szobor (spanyolul El Cristo Roto) Mexikó Aguascalientes államának egyik turisztikai látványossága. Magassága 28 méter, ebből 3 m a talapzat és 25 m maga a szobor. A Presa Plutarco Elías Calles víztározó egyik szigetén (alacsony vízállás esetén félszigetén) álló szobor különlegessége, hogy Krisztus jobb lába és karja hiányzik.

## Építése
A szobor építése 2006. február 5-én kezdődött el és rövid idő, két és fél hónap alatt el is készült, így 2006. április 16-án meg is tarthatták az avatóünnepséget. Az építés során az anyagokat a vízen keresztül két uszállyal szállították, melyek a nappali órákban 3124-szer, éjjel 2500-szor fordultak meg a két part között. Összesen 1180 m³ tepetate kőzetet, 1525 m³ követ, 90 m³ előre kevert betont, 80 tonna cementet, 15 tonna acélt és 18 tonnányi állványzatot szállítottak ilyen módon át a szigetre, valamint két darut is az építkezéshez. Az építésen több mint 300 ember dolgozott, beleszámítva a tervezőket, mérnököket, építésvezetőket, villanyszerelőket is.

## Gazdasági jelentőség
A 18. században alapított San José de Gracia község történelme során sokat szenvedett, gazdasága mindig fejletlen volt, lakói folyamatosan vándoroltak el, elsősorban az Amerikai Egyesült Államok területére. A szobor 2006-os megépítése azonban rendkívüli mértékben fellendítette a turizmust, ami számos családnak biztos megélhetést ad azóta is. A Törött Krisztus felavatását követő évben havi mintegy 350 000 peso (kb. 5-6 millió Ft) bevétel származott a turizmusból, ráadásul a Pabellón de Arteaga felé vezető utat is négysávossá bővítették, így a térség infrastruktúrája is javult.